# ROIC
ROIC (ang. return on invested capital, zwrot na zainwestowanym kapitale) – wskaźnik informujący, jak skutecznie podmiot gospodarczy wykorzystuje zainwestowane pieniądze do generowania zysków, czyli jaka jest efektywność (rentowność) zainwestowanego w przedsiębiorstwie kapitału. Jest wskaźnikiem stymulatywnym, czyli im większa jego wartość, tym lepiej. 
Wskaźnik ten ma odniesienie do kosztu kapitału, którego rentowność mierzy średni ważony koszt kapitału (ang. weighted average cost of capital, WACC). Jednostka kapitału przynosi przedsiębiorstwu nadwyżkę, kiedy ROIC > WACC. 
ROIC = NOPAT / Kapitał stały
ROIC = (EBIT * (1-T)) / Kapitał stały
Objaśnienia:
- NOPAT (ang. Net Operating Profit After Tax) –  zysk operacyjny po opodatkowaniu,
- kapitał stały – kapitał zainwestowany w spółkę, czyli kapitały własne (np. wpływy z wyemitowanych akcji) oraz zobowiązania długoterminowe (wyemitowane obligacje lub kredyty),
- EBIT (ang. Earnings Before Interest and Tax) – zysk operacyjny przed opodatkowaniem,
- T – wysokość podatku.

ROIC jest jednym z najbardziej wiarygodnych wskaźników wydajności inwestycji. Jest istotny przede wszystkim w badaniu firm z dużym zainwestowanym kapitałem, takimi jak np. firmy wydobywcze, duże zakłady produkcyjne i inne spółki z kapitałochłonnych branż. Jest on więc przydatny przy porównywaniu spółek z tego samego sektora. Informuje, ile kapitału jest generowanego przez podmiot gospodarczy w porównaniu do ilości kapitału zainwestowanego w niego.